# Акунья, Рональд
Рональд Хосе Акунья Бланко-младший (исп. Ronald José Acuña Blanco Jr.; род. 18 декабря 1997, Ла-Гуайра) — венесуэльский бейсболист, аутфилдер клуба Главной лиги бейсбола «Атланта Брэйвз». Лучший новичок Национальной лиги по итогам сезона 2018 года. Участник Матча всех звёзд лиги 2019 года. В 2021 году вошёл в число участников Матча всех звёзд, сыграть в котором не смог из-за травмы. Двукратный обладатель награды Сильвер Слаггер. Член Клуба 40—40.

## Биография

### Ранние годы и начало карьеры
Рональд Акунья родился 18 декабря 1997 года в Ла-Гуайре. Его отец Рональд-старший и дед Ромуальдо играли в бейсбол в командах младших лиг. Дядя Рональда Хосе Эскобар в 1991 году играл в Главной лиге бейсбола за «Кливленд Индианс». Также в бейсбол играет его младший брат. В 2014 году Акунья подписал контракт с «Атлантой», получив бонус в размере 100 тысяч долларов.
До 2017 года Рональд не входил в число самых перспективных молодых бейсболистов, но в середине сезона оказался в первой сотне игроков сразу на восьмом месте. Год он начал в составе «Флориды Файр Фрогс», затем играл за «Миссисипи» и «Гуиннетт Брэйвз». Всего Акунья выходил на поле в 139 играх, отбивал с показателем 32,5 %, выбив 21 хоум-ран, украл 44 базы и набрал 82 RBI. Он также был признан лучшим бьющим в младших лигах и перед стартом чемпионата 2018 года был в рейтинге лучших молодых игроков по версии Главной лиги бейсбола вторым после Сёхея Отани.

### Главная лига бейсбола
Двадцать пятого апреля 2018 года Рональд дебютировал в Главной лиге бейсбола в игре против «Цинциннати Редс». Выйдя на поле в возрасте 20 лет 128 дней, он стал самым молодым игроком сезона. В августе Акунья выбивал хоум-раны в пяти играх подряд и стал лучшим атакующим игроком клуба. По итогам месяца он был признан лучшим новичком в Национальной лиге. Всего в регулярном чемпионате 2018 года он сыграл 111 матчей, отбивая с показателем 29,3 %. По итогам сезона Акунья был признан Новичком года в Национальной лиге, опередив в голосовании Хуана Сото и Уокера Бюлера.
Весной 2019 года Акунья продлил контракт с «Брэйвз» на восемь лет, сумма соглашения составила 100 млн долларов. По его условиям у клуба также есть возможность продления контракта на 2027 и 2028 годы с годовой зарплатой 17 млн долларов. В июне он вошёл в число участников стартового состава на Матч всех звёзд лиги, став самым молодым игроком в истории «Атланты», добившимся подобного успеха. Двадцать четвёртого августа Акунья выбил тридцатый хоум-ран в сезоне и стал четвёртым в истории клуба игроком, вступившим в Клуб 30-30. По итогам сезона его эффективность игры на бите составила 28,0 %, с 37 украденными базами Акунья стал лидером Национальной лиги. В ноябре он стал обладателем награды Сильвер Слаггер.

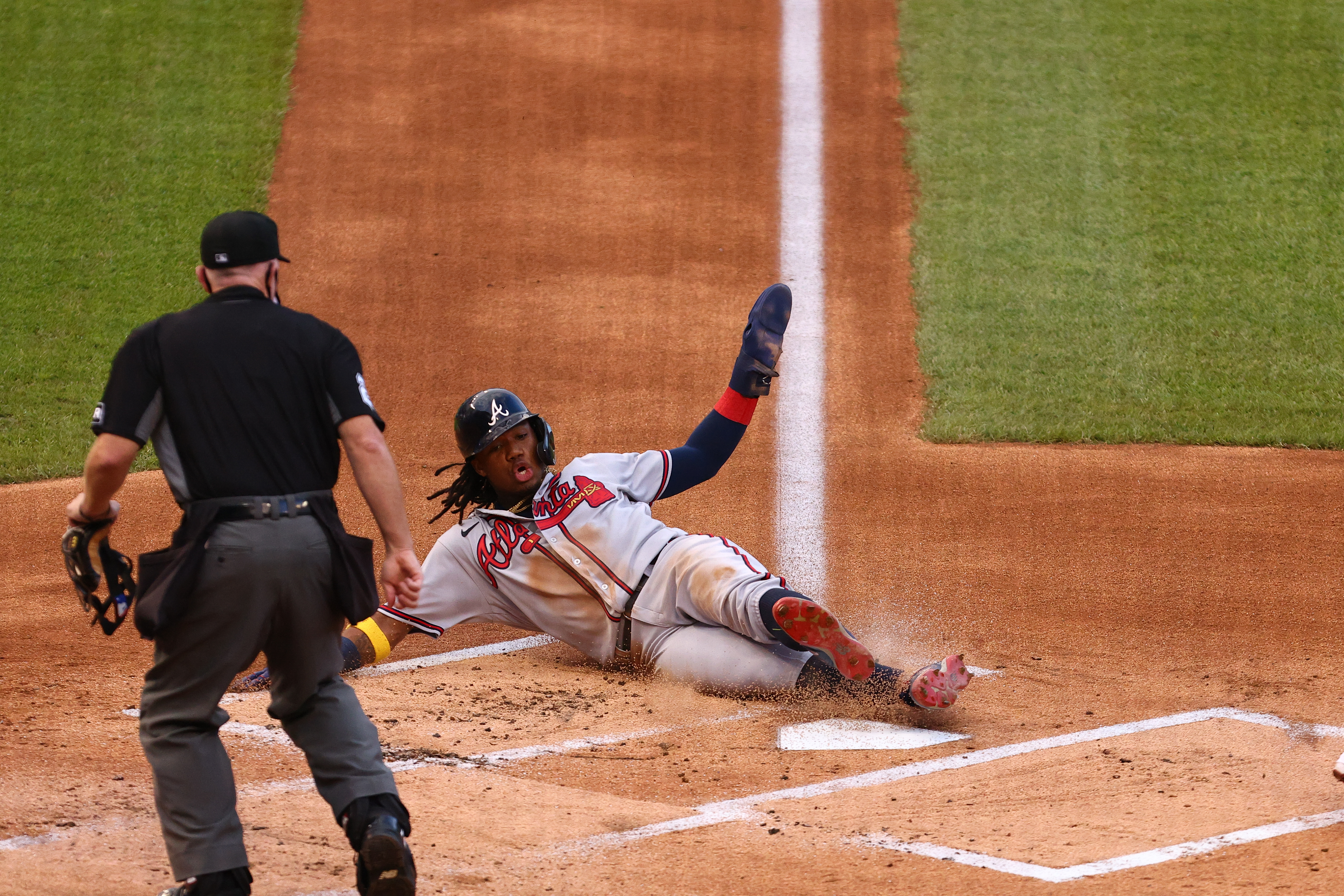
Акунья в игре за «Брэйвз», сентябрь 2020 года.

В сокращённом из-за пандемии COVID-19 сезоне 2020 года Акунья сыграл 46 матчей. Он отбивал с показателем 25,0 %, выбил 14 хоум-ранов и набрал 29 RBI. Один из его хоум-ранов стал самым дальним в истории стадиона «Сантраст-парк». В ноябре Акунья второй год подряд стал обладателем награды Сильвер Слаггер. В течение трёх первых месяцев сезона 2021 года он был одним из лучших атакующих игроков лиги, лидировал по количеству сделанных ранов. В конце июня по итогам голосования болельщиков он вошёл в число участников Матча всех звёзд лиги второй раз в карьере. Десятого июля в игре против «Майами Марлинс» Акунья получил разрыв крестообразной связки колена и выбыл до конца сезона. Его показатель отбивания в 2021 году составил 28,1 %, он выбил 24 хоум-рана и украл 16 баз.
22 сентября 2023 года вошёл в клуб Клуб 40-40; кроме того, он стал первым игроком в истории лиги, который выбил 40 хоум-ранов и украл 60 баз за сезон.